# Alice Mills
Alice Mills (Brisbane, 23. svibnja 1986.) je australska plivačica.
Dvostruka je olimpijska pobjednica u plivanju.